# ホーカス ポーカス
『ホーカス ポーカス』（原題：Hocus Pocus）は、1993年制作のアメリカ合衆国のファンタジー映画。

## あらすじ
1693年のマサチューセッツ州セイラム。魔女のウィニー、メアリー、サラのサンダーソン3姉妹は不死の魂を得るために、森の中の家でさらってきた子供たちの精気を吸って生きていた。
3人に妹をさらわれた少年サッカリー・ビンクスは妹を取り返そうと魔女の家に忍び込んだものの、妹を助けられなかったばかりか、自分も魔力により死ぬことのできない黒猫へと姿を変えられてしまう。
やがて、魔女3姉妹は村の人々によって縛り首にされたが、ウィニーは死に際に、「いつかハロウィンの夜に若き童貞が私たちを蘇らせるだろう。その時は町中の子供たちの精気を吸い取ってやる。」と恐ろしい言葉を言い残した。
黒猫に変えられたビンクスは、童貞が火を付けると魔女が蘇ると言われる黒い炎のろうそくに誰かが火をつけないように見張りながら年月を過ごす。
時は流れ、300年後のハロウィンの夜。ロサンゼルスから転校してきた高校生のマックスは、妹ダニーのお菓子集めに渋々付き合わされていた。しかし、何軒目かに訪れた豪邸は、憧れのクラスメイト・アリソンの家だった事から、マックスは急に機嫌が良くなり、町外れの森にある“魔女の家”を探検しようと持ちかける。
そして、その家には童貞が火を付けると魔女が蘇ると言われる例の黒い炎のろうそくがあったが、そんな事を迷信だと信じてないマックスはろうそくに火を灯してしまう。
すると、魔女3姉妹が蘇ってしまった。魔女3姉妹はダニーの精気を奪おうとするが、その時黒猫が現われ、マックスたちに人間の言葉で「魔女の本を奪って逃げろ」と叫んだ。300年前にウィニー達に猫にされたビンクスだった。
マックスたちはビンクスに導かれるまま、本を持って逃げるが、魔女3姉妹も追いかけてきて…。

## 登場キャラクター
ウィニー
サンダーソン三姉妹の一人で赤毛に緑のドレスを纏っている。三人の中のリーダー格でサタンから与えられた魔術書を唯一持っている。三人の中では冷静で現代社会に不慣れながら昔と変わった事に気づき、ライブでマックス達の両親達を魔法でダンスの呪いにかけた。また焼却炉で燃やされた際も復活してトラップに使われたフランス語も取得している。ダニーに心が醜いと指摘された事でマックス達に憎悪を抱く。
フルネームはウィニフレッド・サンダーソン。
メアリー
サンダーソン三姉妹の一人で箒のように逆立った黒髪に赤のドレスを纏っている。ぽっちゃりした容姿をしており、姉妹達を名前で呼んでいる。嗅覚が優れており、｢子供の匂い｣を感知出来る。終盤では子供達に奪われた箒の代わりとして掃除機を使って飛ぶ。
サラ
サンダーソン三姉妹の一人で金髪にピンクのドレスを纏っている。美人だが男好きで頭はあまり良くないようで、同じ単語を繰り返しながら周囲を飛び跳ねるなど子供っぽくその度ウィニーに小突かれる。歌を歌って子供を集めるのは彼女の役目らしい。
マックス
ロサンゼルスからセイラムに引っ越してきた少年。流行のスニーカーやドラムセットを所持している背伸びしたい年頃。アリソンにいいところを見せたいと黒い蝋燭に火を付けて三姉妹を蘇らせてしまう。一方で頭が切れており、三姉妹が現代社会に不慣れなのを利用して、危機を脱している。ダニーと普段は口喧嘩ばかりしているが根は妹思いで終盤、ダニーを救う為、三姉妹の薬を自ら飲み、犠牲になろうとした。序盤では一人称は「俺」だったがその後は「僕」で統一した。
ダニー
マックスの妹で8歳のお転婆な少女。三姉妹が蘇った現場に居合わせたことから狙われてしまう。
アリソン
マックスのクラスメイトで彼の憧れの少女。セイラムに伝わるサンダーソン三姉妹の伝説に通じており博識。
サッカリー・ビンクス
300年前に三姉妹により不死の黒猫に変えられてしまった少年。妹エミリーを救えなかったことを後悔しており、マックスに｢妹を大切にしろよ｣と語りかけることも。ダニーを妹と重ねており、三姉妹から守るべく、マックス達と共に立ち向かう。呪いによってどんなことしても死ねない。
ビリー
ウィニーの魔法で蘇ったゾンビ。かつてはウィニーの恋人であったがサラと浮気をしたことでウィニーの怒りを買い、毒殺された後に口を縫われた。ウィニーによって無理やり起こさせられ、マックス達を追いかけるが彼女の命令ではなく、マックス達に三姉妹を倒す手助けをして欲しい為で終盤からも、事情を知ったマックス達の仲間となった。墓碑に記載されている没日は1693年3月1日、フルネームはウィリアム・ブッチャーソン。

## キャスト
- ウィニー：ベット・ミドラー（吹替：谷育子）
- メアリー：キャシー・ナジミー（吹替：さとうあい）
- サラ：サラ・ジェシカ・パーカー（吹替：日野由利加）
- マックス：オムリ・カッツ（吹替：宮本充）
- ダニー：ソーラ・バーチ（吹替：橋本ありす）
- アリソン：ヴィネッサ・ショウ（吹替：玉川紗己子）
- サッカリー・ビンクス：ショーン・マーレイ（吹替：関俊彦）
- ビリー・ブッチャーマン：ダグ・ジョーンズ（吹替：大滝進矢）
- デイヴィッド・“デイヴ”・デニソン：チャールズ・ロケット

その他の日本語版吹替声優：成田剣、桜井敏治、石塚運昇、一城みゆ希、石森達幸、寺内よりえ、磯部弘、吉若恵、宝亀克寿、巴菁子、荒川太郎、小杉十郎太、沢海陽子

## 評価
米ディズニー・チャンネルでは毎年必ず放送されるなど高い人気を誇っている。

## 続編
2014年7月、ディズニーが魔女をテーマにした超常現象の映画を開発しており、ティナ・フェイがプロデューサー兼主演として参加していることが発表された。しかし、Deadline.comはこの映画が『ホーカスポーカス』の続編であるという噂を否定した。2014年11月、ベット・ミドラーはインタビューで、続編のために復帰する準備ができており、それを望んでいると述べた。また、共演者のサラ・ジェシカ・パーカーとキャシー・ナジミーもサンダーソン三姉妹の役を再登板することに興味があると述べたが、ディズニーがまだ続編を許可していないと強調した。2015年11月、ミドラーはFacebookのQ&Aで、続編についての質問に対して「これだけの年月とファンの要望があれば、断固としてノーと言えると信じています」と述べている。
2016年6月、俳優のダグ・ジョーンズは、ディズニーが続編を検討していることに言及し、舞台裏ではシリーズ継続の可能性について話し合いが行われていた。2016年10月、サラ・ジェシカ・パーカーはアンディ・コーエンに続編について質問された。彼女は、「ぜひそうしたい。私たちはとても熱心だと声を上げてきたと思います」と答えた。『Hocus Pocus in Focus: The Thinking Fan's Guide to Disney's Halloween Classic』の中で、著者のアーロン・ウォレスは続編のためのいくつかの可能なアプローチを特定しているが、このプロジェクトの最大の課題は、ウォルト・ディズニー・スタジオが非常に高い興行収入を約束する他の大作映画に関心を寄せている点にあると指摘している。
2017年9月、脚本家のミック・ギャリスが『ホーカスポーカス2』の脚本を執筆中であることを認め、ディズニー・チャンネル、フリーフォーム、ABCのテレビ映画として展開される可能性があると述べた。その後、代わりにフリーフォームで放送するリメイクとなることが確定し、『ザ・ロイヤルズ』の作家スカーレット・レイシーが脚本を担当、オリジナルの映画プロデューサー、デイヴィッド・カーシュナーが製作総指揮となる。翌月、ミドラーはリメイクの案は好ましくないと語り、自分はこれに参加しないつもりだと語った。
2018年7月には、本作のノベライズと続編の物語を収録した『Hocus Pocus and the All-New Sequel』という本が発売された。続編では、第一作の家族の物語を聞いて育ったマックスとアリソンの娘ポピーと、ハロウィンを極力避ける両親に焦点が当てられている。ポピーは両親の話に懐疑的で、映画の25年後のハロウィンに、話がでまかせであることを証明しようとサンダーソン家に乗り込むことになる。
2019年10月、続編がDisney+の独占映画として開発中であることが発表され、脚本はジェン・ダンジェロが執筆した。この報道の直後、ミドラー、パーカー、ナジミーは全員、自分の役の再登板に関心があることを認めた。2020年3月にアダム・シャンクマンが監督として契約した。2020年12月には、Disney+で初公開することが公式に発表された。2021年4月にアン・フレッチャーがシャンクマンに代わり監督に就任した。制作は2021年の夏、マサチューセッツ州セイラムで始まる予定だった。2021年5月、アダム・シャンクマンは映画に関するいくつかの大ニュースを予告し、もはや監督ではないにもかかわらず、彼はまだこの映画に関与しているはずだと述べた。その後、フレッチャーが監督を務めることを確認し、代わりに『魔法にかけられて2』の監督としての職務のため、エグゼクティブ・プロデューサーとしてこの映画に関わり続けることを明らかにした。
2021年5月、ミドラー、パーカー、ナジミーがサンダーソン三姉妹として再登板し、映画は2022年に公開されることが確認された。2021年9月、『ホーカスポーカス2』のセットがロードアイランド州リンカーンで建設されていることが確認された。2021年10月には第一作の作曲家であるジョン・デブニーが続編の作曲で戻ってくると発表されている。その直後、テイラー・ペイジ・ヘンダーソンが三姉妹の一人の若年期を演じる子役として配役されたことが発表された。
撮影は2021年10月18日にロードアイランド州プロビデンスで開始された。2022年5月、本作が2022年9月30日に公開されることが発表された。